# Trichopeziza
Trichopeziza — рід грибів родини Hyaloscyphaceae. Назва вперше опублікована 1870 року.